# Падерно-дель-Граппа
Падерно-дель-Граппа (итал. Paderno del Grappa) — упразднённая коммуна в Италии, располагается в провинции Тревизо области Венеция.
Население коммуны, на 31.12.2018 года, составляло 2198 человек, плотность населения — 112,55 чел./км². Занимает площадь 19 км². 
Почтовый индекс — 31017. Телефонный код — 0423.
В коммуне 25 марта особо празднуется Благовещение Пресвятой Богородицы.
Муниципалитет Падерно-дель-Граппа был упразднен 30 января 2019 года.